# 형이상학자 목록
다음은 형이상학자 목록이다.

## 기원전 출생
- 피타고라스
- 탈레스
- 아낙시만드로스
- 아낙시메네스
- 크세노파네스
- 헤라클레이토스
- 파르메니데스
- 엘레아의 제논
- 멜리소스
- 레우키포스
- 데모크리토스
- 아낙사고라스
- 엠페도클레스
- 히파소스
- 아폴로니아의 디오게네스
- 플라톤
- 에우독소스
- 스페우시포스
- 크세노크라테스
- 아리스토텔레스

## 기원후 1~600년 출생
- 암모니우스 삭카스
- 오리게네스
- 플로티노스
- 포르피리오스
- 이암블리코스
- 프로클로스
- 위 디오니시우스

## 기원후 600~1400년 출생
- 요하네스 스코투스 에리우게나
- 파라비
- 이븐 시나
- 안셀무스 칸투아리엔시스
- 피에르 아벨라르
- 가잘리
- 마이모니데스
- 이븐 루시드
- 이븐 아라비
- 알베르투스 마그누스
- 보나벤투라
- 토마스 아퀴나스
- 에지디우스 로마누스
- 둔스 스코투스
- 오컴의 윌리엄
- 장 뷔리당
- 마이스터 에크하르트

## 기원후 1400~1700년 출생
- 토마스 카예탄
- 프란시스코 수아레스
- 로베르토 벨라르미노
- 르네 데카르트
- 앤 콘웨이
- 바뤼흐 스피노자
- 니콜라 말브랑슈
- 고트프리트 빌헬름 라이프니츠
- 조지 버클리
- 크리스티안 볼프
- 야코프 뵈메

## 기원후 1700~1800년 출생
- 이마누엘 칸트
- 게오르크 빌헬름 프리드리히 헤겔
- 아르투어 쇼펜하우어
- 프리드리히 빌헬름 요제프 셸링
- 요한 고틀리프 피히테
- 프리드리히 하인리히 야코비

## 기원후 1800~1900년 출생
- 니콜라이 베르댜예프
- 앙리 베르그손
- 고틀로프 프레게
- 에티엔 질송
- 니콜라이 하르트만
- 마르틴 하이데거
- 자크 마리탱
- 알렉시우스 마이농
- G. E. 무어
- 버트런드 러셀
- 에디트 슈타인
- 피에르 테야르 드 샤르댕
- 알프레드 노스 화이트헤드
- 루트비히 비트겐슈타인

## 기원후 1900년 이후 출생
- 로버트 메리휴 애덤스
- 윌리엄 올스턴
- 데이비드 말렛 암스트롱
- 알랭 바디우
- C. D. 브로드
- 데이비드 차머스
- 로더릭 치좀
- 질 들뢰즈
- 알렉산드르 두긴
- 피터 기치
- 넬슨 굿맨
- 김재권 (철학자)
- 솔 크립키
- 데이비드 루이스 (철학자)
- 아이리스 머독
- 앨빈 플랜팅가
- 힐러리 퍼트넘
- 윌러드 밴 오먼 콰인
- 장 폴 사르트르
- 질베르 시몽동
- P. F. 스트로슨
- 주디스 자비스 톰슨
- 피터 반 인와겐
- 콜린 윌슨